# Бомбардировка форта Стивенс
Бомбардировка форта Стивенс произошла в июне 1942 года. Подводная лодка Японской империи обстреляла форт Стивенс, который защищал орегонскую сторону устья реки Колумбия.

## Бомбардировка
Японская подводная лодка I-25 под командованием Акидзи Тагами должна была топить вражеские суда и атаковать противника на суше с помощью своей 140-мм палубной пушки. Она также имела на борту гидросамолет Yokosuka E14Y. Подводная лодка была укомплектована экипажем из 97 человек. 21 июня 1942 года I-25 вошла в прибрежные воды США, следуя за рыбацкими лодками, чтобы избежать минных полей в этом районе.
Поздно вечером командир Тагами приказал своему экипажу поднять подводную лодку на поверхность в устье реки Колумбия. Его целью был форт Стивенс, построенный во время Гражданской войны в США и вооружённый устаревшей артиллерией (305-мм мортиры и несколько 254-мм и 152-мм орудий).
Тагами приказал команде палубных орудий открыть огонь по батарее Рассел форта Стивенс. Удивительно, но японские выстрелы не причинили вреда, отчасти потому, что командир форта приказал немедленно выключить свет. Командир также не разрешил своим людям открыть ответный огонь, который выдал бы их позицию.
Большинство японских снарядов попадали на соседнее бейсбольное поле и болото, но один из них упал рядом с батареей, а другой — рядом с бетонным ДОТом. Взрыв одного из снарядов порвал несколько больших телефонных кабелей, и это был единственный реальный ущерб, нанесённый японцами. Всего по форту было выпущено семнадцать снарядов.
Самолёты ВВС США, выполнявшие учебный полёт, заметили I-25 и вызвали бомбардировщик Lockheed Hudson для атаки подлодки. Бомбардировщик нашёл цель, но I-25 успешно увернулась от падающих бомб и ушла целой.

## Последствия

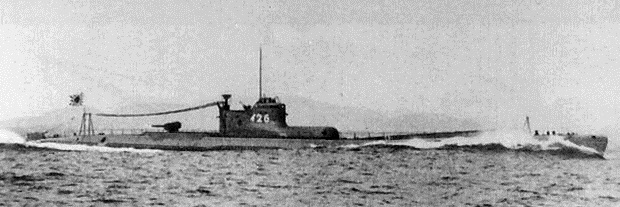
I-25

Несмотря на то, что от бомбардировки никто не пострадал и было очень мало повреждений, японское нападение на форт Стивенс вместе с кампанией на Алеутских островах создало полномасштабную угрозу вторжения на западное побережье США в 1942 году. После этого на всём побережье от Пойнт-Адамса на юг на случай японского вторжения натянули колючую проволоку.
Обстрел форта Стивенс был единственным случаем во время Второй мировой войны, когда военная база на континентальной части США (за исключением Аляски) была атакована державами «оси», и это был второй случай нападения врага на континентальную военную базу США после авианалёта на Датч-Харбор двумя неделями ранее.